# Barnard 211
Barnard 211 – ciemna mgławica znajdująca się w gwiazdozbiorze Byka w odległości 450 lat świetlnych. Została skatalogowana przez astronoma Edwarda Barnarda w jego katalogu pod numerem 211. Należy do Obłoku Molekularnego w Byku.
Mgławica Barnard 211 stanowi część tego samego włókna co Barnard 213, jednak obie mgławice znajdują się na różnym etapie ewolucji. Wspólnie wstęga ta rozciąga się na przestrzeni 10 lat świetlnych. W jej środku są ukryte zarówno nowo powstałe gwiazdy, jak też gęste obłoki gazu w stadium blisko zapadnięcia się i uformowania kolejnych gwiazd. Barnard 211 znajduje się na wczesnym etapie ewolucji, więc jego zapadanie grawitacyjne i fragmentacja wciąż trwają, by w przyszłości doprowadzić do procesów formowania nowych gwiazd.